# From Time to Time (musikalbum)
From Time to Time från 2004 är ett musikalbum med Peter Gullin Trio och Linda Pettersson.

## Låtlista
1. From Time to Time (Peter Gullin) – 7:52
2. The Swede (Morten Kargaard) – 4:33
3. You Are Everything (Chick Corea/Neville Potter) – 9:39
4. Chan's Song (Herbie Hancock/Stevie Wonder) – 9:05
5. Dag för dag (Peter Gullin) – 7:34
6. Children's Fairytale (Morten Kargaard) – 4:39
7. Blackbird (John Lennon/Paul McCartney) – 4:32

## Medverkande
- Peter Gullin – barytonsax
- Morten Kargaard – gitarr
- Ole Rasmussen – bas
- Linda Pettersson – sång